# Paul-Jacques Bonzon
Paul-Jacques Bonzon fue un escritor francés muy relevante, especialmente en literatura juvenil, conocido principalmente por la serie Los 6 amigos, nació en Sainte-Marie-du-Mont el 31 de agosto de 1908 y muere en Valence el 24 de septiembre de 1978. Cursó estudios de magisterio en Saint-Lô. Desde el año 1961 se dedica exclusivamente a la literatura infantil y a la juvenil, destacando por su carácter realista, enfrentando a los niños, a la miseria, al abandono, a la enfermedad, y a superarlo mediante la solidaridad. 

## Obras
Entre sus más de 30 novelas destacan:
- Les orphelins de Simitra (Adaptada en el 2008 como una serie de anime: "El largo viaje de Porphy")
- La disparue de Montélimar

Entre sus series:
- Les six compagnons (38 títulos) (Traducida al español como Los 6 amigos y también como Los 6 compañeros)
- La famille HLM (20 títulos)
- Diabolo le petit chat (7 títulos)